# Ampithoe boecki
Ampithoe boecki är en kräftdjursart. Ampithoe boecki ingår i släktet Ampithoe och familjen Ampithoidae. Inga underarter finns listade i Catalogue of Life.